# Islas Tuamotu
Las Islas Tuamotu  también llamadas Archipiélago Tuamotu (en francés, Îles Tuamotu y, también, Archipel des Tuamotu; en tuamotuano, Paʻumotu) forman un archipiélago localizado en el océano Pacífico, al este de las islas de la Sociedad. Es un territorio administrado por Francia, dentro de la Polinesia Francesa, que comprende unas 78 islas y atolones de coral y posee una superficie terrestre de 885 km² aproximadamente. En el censo de 2017 tenía 15 346 habitantes.

## Etimología
Al igual que Polinesia, Tuamotu significa «islas del largo». En otros tiempos era llamado Pakumotu «nube de islas») y luego los tahitianos lo rebautizaron como Paumotu («islas sumisas»). Los europeos lo llamaron Archipiélago Peligroso a causa de sus arrecifes, que representaban un peligro para la navegación.

## Historia

### Historia temprana
La historia temprana de las islas Tuamotu está en gran parte en la oscuridad, ya que no existe ningún registro histórico de la época preeuropea. Las pruebas etnológicas sugieren que el asentamiento de las Marquesas tuvo lugar probablemente muy pronto, entre el 500 y el 700 d. C., comenzando en las Tuamotu orientales. Una sociedad tribal patrilineal se desarrolló muy rápidamente.
En numerosas islas de las Tuamotu (entre ellas Rangiroa, Manihi, Takapoto, Takaroa, Mataiva), todavía son visibles las plataformas ceremoniales de los nativos polinesios (en polinesio marae) construidas con bloques de coral. Otros monumentos aborígenes que han sobrevivido, pero sólo en unas pocas islas, son las trampas para peces (por ejemplo, Mangareva) y los pozos de plantación de taro que cortan la lente de la montaña del corazón de Ghyben (por ejemplo, Puka Rua, Takapoto).
Si hay que creer las tradiciones orales, en el siglo XII hubo una invasión de guerreros marquesanos que conquistaron algunas islas de las Tuamotu orientales y las islas Gambier.
Los pueblos polinesios disponían de una extensa red comercial de larga distancia que estuvo activa durante siglos y que abarcaba todo el Pacífico. Es evidente que realizaban viajes comerciales que cubrían distancias de miles de kilómetros fuera de la vista de la tierra. En el siglo XVI, estos viajes se habían detenido en gran medida, y los contactos comerciales sólo continuaban entre las Islas de la Sociedad, las Islas Tuamotu del noroeste y en Micronesia. Sólo se puede especular sobre las razones; se han citado tanto las influencias climáticas (Pequeña Edad de Hielo) como la destrucción de los ecosistemas de las islas principales por parte del hombre, seguida de la degeneración social.
Anaa, que en su día fue el atolón más poblado del archipiélago de las Tuamotu, con una población de 5.000 habitantes, parece haber conseguido la supremacía entre las demás islas mediante una serie de guerras de conquista. Bajo el mando del jefe Tomatiti, se dice que los guerreros conquistaron los atolones del noroeste a principios del siglo XIX. Secuestraron a numerosos habitantes como rehenes de Anaa y exigieron tributos, pero por lo demás dejaron las estructuras de gobierno de las islas anexionadas sin cambios. Charles Wilkes informa de que los guerreros de Anaa se habían establecido incluso en la península de Taiarabu de Tahití-Iti, y que sólo a través de las negociaciones y el pago de tributos el rey Pomaré I de Tahití logró persuadirlos para que se retiraran

### Exploración y Colonización Europea

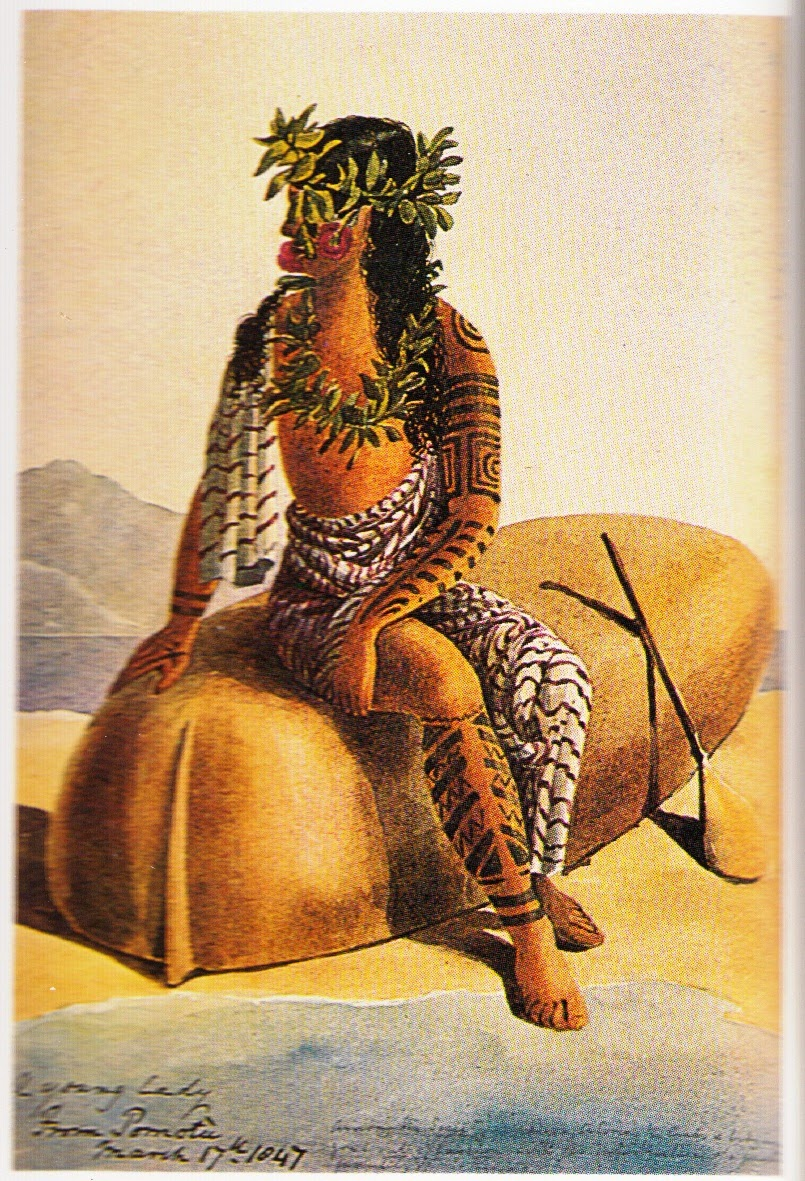
Dama Joven de Pomotu, 17 de marzo de 1847, pintura de Henry Byam Martin

Para Europa, las islas fueron descubiertas en 1521 por el marino portugués Fernando de Magallanes durante su famosa circunnavegación del mundo al servicio de España, cuando visitó Puka Puka (a la que llamo San Pablo) y posiblemente también Fakahina y Fangatau. Le siguieron en 1606 el español Pedro Fernández de Quirós, en 1616 los holandeses Willem Cornelisz Schouten, Jakob Le Maire y en 1722 Jakob Roggeveen, el descubridor de la isla de Pascua, cuyo barco de escolta Africaansche Galey varó en Takapoto. En 1765 el británico John Byron y en 1767 Samuel Wallis desembarcaron en algunas islas Tuamotu. A principios de abril de 1769, James Cook pasó por algunas islas del archipiélago de las Tuamotu con su barco Endeavour, pero, aunque comprobó que estaban habitadas, Cook no ancló, sino que siguió navegando hasta Tahití para observar el tránsito de Venus. Le siguió en 1768 el francés Louis Antoine de Bougainville y en 1815 el alemán Otto von Kotzebue, al servicio de los zares rusos. Estos descubrimientos no tuvieron inicialmente ninguna consecuencia política. Las islas siguieron perteneciendo a la esfera de influencia de la dinastía real Pomare de Tahití. 
En 1833, la Iglesia Católica se organizó formalmente en el área, después de tener éxito en las Islas Gambier. Con la labor misionera, las noticias sobre la riqueza de las islas en perlas también llegaron a Europa, convirtiéndolas en un destino requerido por los comerciantes y aventureros europeos.
El «rey comerciante» de las Tuamotu fue Narii Salmon (* 1856, † 1906), hijo del comerciante escocés-judío Alexander Salmon (* 1820, † 1866) y de la princesa tahitiana Arii Tamai (* 1821, † 1897) y emparentado con la dinastía real Pomaré de Tahití a través de su madre. Ya desde muy joven había viajado por las Tuamotu con una goleta de la empresa de su padre y, con el tiempo, instaló en las islas Tuamotu una organización de buceadores de perlas muy eficaz desde el punto de vista logístico y una red comercial ramificada. Comerciaba con perlas, nácar y copra y vendía los productos a su cuñado George Darsie en Papeete. Pero el éxito económico se vio obstaculizado por el importante descenso de la población al morir muchos polinesios por enfermedades infecciosas importadas de Europa.
La prohibición de la trata de esclavos provocó la escasez de mano de obra en las grandes haciendas de Sudamérica. Por ello, las autoridades peruanas autorizaron la importación de "colonos" de las islas del Pacífico sudoriental como mano de obra. En 1863, varios barcos peruanos, llamados Blackbirders, hicieron escala en las islas Tuamotu de Fakarava, Katiu, Motutunga, Kauehi y Tahanea y secuestraron a un total de 151 personas, a las que engañaron para que firmaran contratos de trabajo a largo plazo mediante falsos pretextos, amenazas o coacciones.
Después de que la reina Pomare Vahine IV de Tahití tuviera que ceder a las amenazas del almirante Dupetit-Thouars, enviado desde Francia, y reconocer el protectorado francés sobre sus dominios, su hijo y sucesor Arijane, que como Pomare V sólo dirigía un gobierno ficticio, renunció a cualquier pretensión al trono en 1880. Como resultado, las islas Tuamotu fueron anexionadas por Francia. Las islas se convirtieron en una colonia francesa.

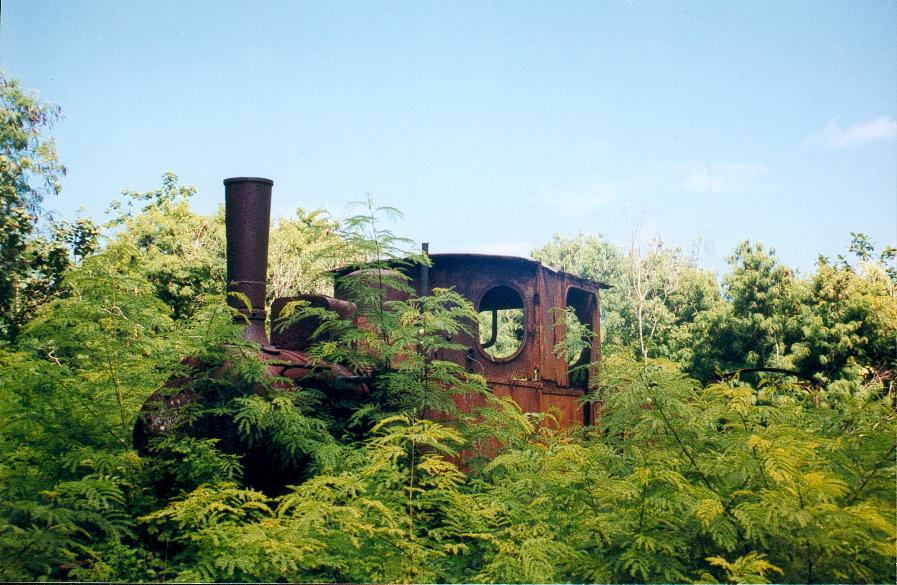
Restos de una locomotora Orenstein & Koppel tipo 040T+T (locomotora de dos ejes con ténder) con vía de 60 mm, vista en Makatea, Tuamotu, Polinesia Francesa

### Historia reciente
A principios del siglo XX se obtuvieron considerables beneficios de la extracción de fosfatos en la isla de Makatea, de la que, sin embargo, apenas se beneficiaron los polinesios. Sin embargo, la mayoría de las islas del archipiélago permanecieron relativamente aisladas hasta mediados del siglo XX, ya que la navegación entre las islas que apenas se elevan sobre la superficie del mar y los numerosos arrecifes de bordes afilados era peligrosa. A principios del siglo XX, las Tuamotu todavía se llamaban Islas Peligrosas en los mapas.
En 1947 las Tuamotu aparecieron en las noticias del mundo, cuando el arqueólogo Thor Heyerdahl alcanzó la isla Raroia navegando desde América del Sur en su balsa Kon-Tiki.
Posteriormente estuvieron de nuevo en las noticias por haber sido escenario de las pruebas nucleares francesas entre los años 1966 y 1995, en los atolones de Mururoa y Fangataufa.

## Política y gobierno
Políticamente, las Islas están anexionadas a la Polinesia Francesa. Son un territorio francés de ultramar. Son administradas por una subdivisión (Subdivision des Îles Tuamotu-Gambier) del Alto Comisariado de la Polinesia Francesa (Haut-commissariat de la République en Polynésie française) en Papeete, en la isla de Tahití. La tarea del Alto Comisionado consiste esencialmente en asesorar y apoyar a las administraciones municipales, especialmente en materia presupuestaria y económica, en controlar la legalidad de las decisiones de los ayuntamientos y en controlar el presupuesto.

### División administrativa

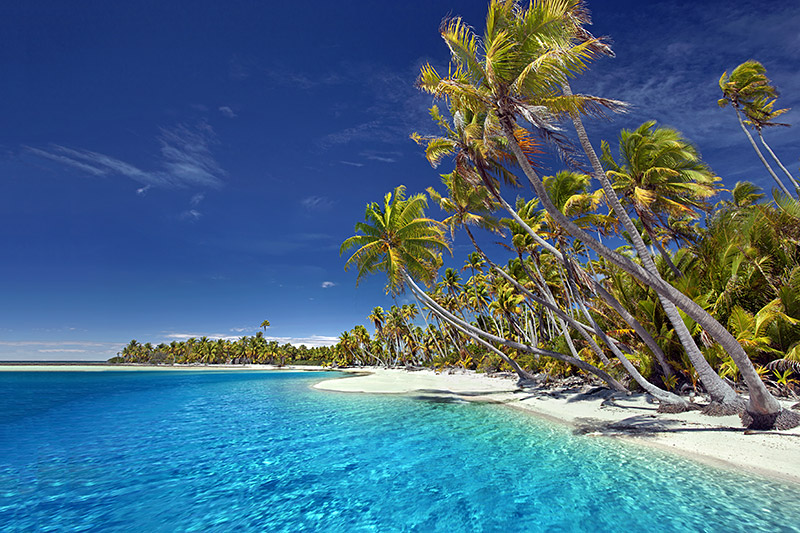
Isla de Rangiroa, Islas Tuamotu

Administrativamente forman parte de las islas Tuamotu-Gambier, que son una de las 5 subdivisiones administrativas de la Polinesia Francesa. A su vez, la subdivisión comprende 17 comunas: Las 16 comunas de las Tuamotu (Anaa, Arutua, Fakarava, Fangatau, Gambier, Hao, Hikueru, Makemo, Manihi, Napuka, Nukutavake, Pukapuka, Rangiroa, Reao, Takaroa-takapoto, Tatakoto y Tureia), que tienen 78 atolones, y la comuna de Gambier, en las islas Gambier.
Las 16 comunas de las Tuamotu y sus respectivos atolones, de noroeste a sureste son:
| - Comuna de Rangiroa: - Mataiva - Tikehau - Rangiroa - Makatea - Comuna de Manihi: - Ahe - Manihi - Comuna de Arutua o Islas Palliser: - Arutua - Kaukura - Apataki - Comuna de Takaroa o Islas del Rey Jorge (îles du Roi Georges): - Takaroa - Takapoto - Tikei - Comuna de Fakarava: - Toau - Niau - Aratika - Kauehi - Fakarava - Taiaro - Raraka - Comuna de Napuka o Islas de la Decepción (îles du Désappointement): - Tepoto Norte - Napuka - Comuna de Anaa: - Faaite - Tahanea - Anaa - Motutunga | - Comuna de Makemo: - Katiu - Makemo - Islas Raevski: - Hiti - Tepoto Sur - Tuanake - Taenga - Raroia - Takume - Nihiru - Haraiki - Marutea Norte - Comuna de Fangatau: - Fangatau - Fakahina - Comuna de Puka Puka: - Puka Puka - Comuna de Hikueru: - Tekokota - Hikueru - Reitoru - Islas Dos Grupos (îles Deux Groupes): - Marokau - Ravahere - Comuna de Hao: - Tauere - Hereheretue - Nengonengo - Amanu - Hao - Islas del Duque de Gloucester: - Anuanuraro - Anuanurunga - Nukutepipi - Rekareka - Manuhangi - Paraoa - Ahunui | - Comuna de Tatakoto: - Tatakoto - Comuna de Nukutavake: - Akiaki - Vahitahi - Vairaatea - Nukutavake - Pinaki - Comuna de Reao: - Pukaruha - Reao - Comuna de Tureia: - Tematangi - Vanavana - Tureia - Mururoa - Fangataufa - Comuna de Mangareva: - Islas Gambier: - Mangareva - Taravai - Akamaru - Aukena - Temoe - Grupo Acteón: - Tenararo - Vahanga - Matureivavao - Tenarunga - Marutea Sur - Maria - Morane |

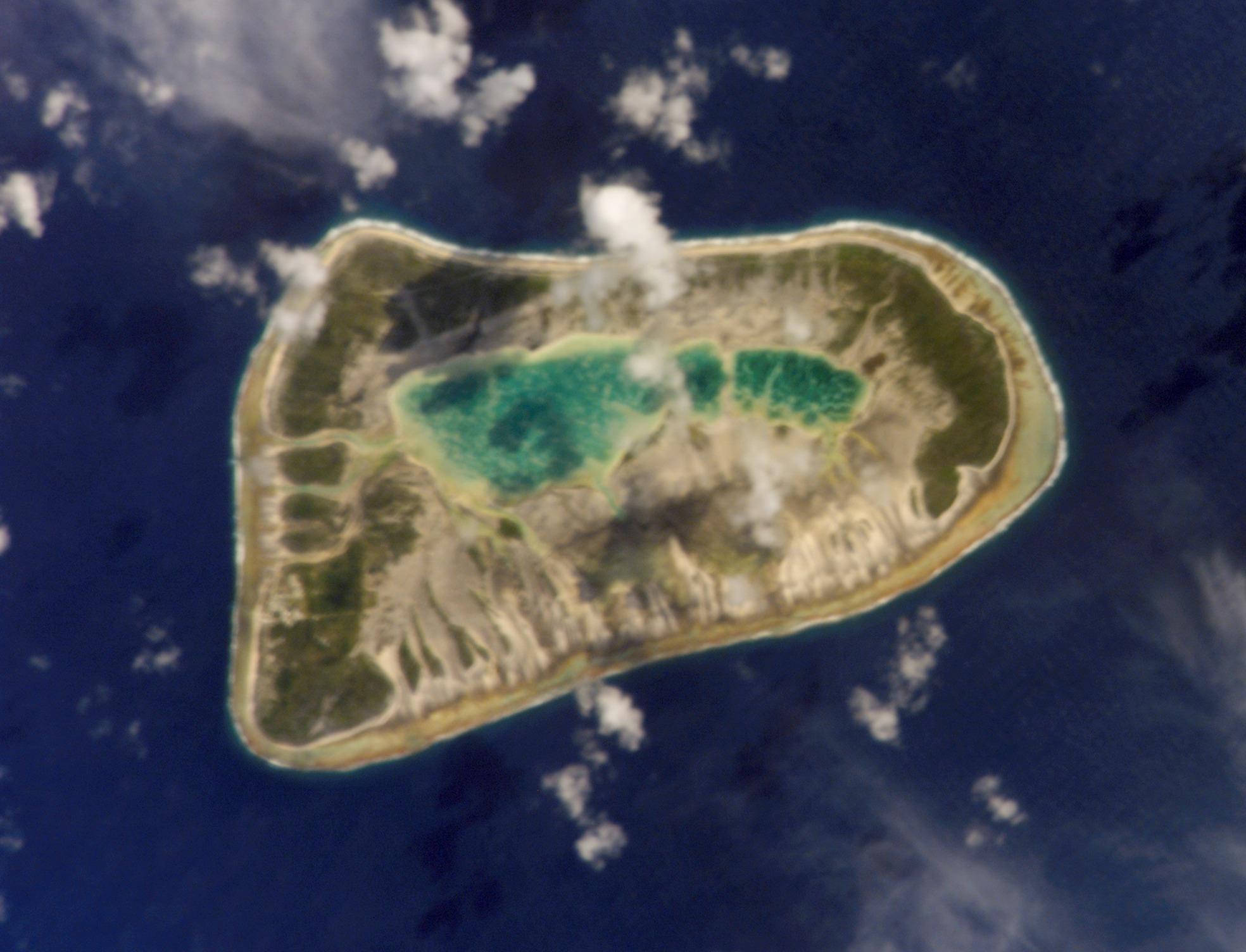
Vista Satelital de la Isla de Puka Puka originalmente llamada por Magallanes "San Pablo"

## Economía
La economía de las islas se basa predominantemente en la agricultura de subsistencia. Las fuentes de ingresos adicionales más importantes son el cultivo de perlas negras y la preparación de copra. Los ingresos relacionados con el turismo siguen siendo escasos, sobre todo en comparación con los generados por el turismo en las vecinas Islas de la Sociedad. Hay una modesta infraestructura turística en los atolones de Rangiroa y Manihi, que ofrecen destinos de buceo recreativo y snorkel.
Los habitantes de las Tuamotu producen el 75 % de la copra de la Polinesia francesa. Es una actividad familiar subvencionada y el único recurso de los atolones más alejados del centro y del este.
La pesca es una actividad destacada en los atolones más próximos a Tahití (Rangiroa, Arutua, Apataki), que abastecen el mercado central de Papeete.
La moneda es el franco CFP, que está vinculado al euro. Las Islas reciben amplias subvenciones de Francia y la Unión Europea.

## Geografía
A pesar de que el archipiélago se extiende por un área de más de 800 000 km², la superficie de tierra es de solo unos 885 km².

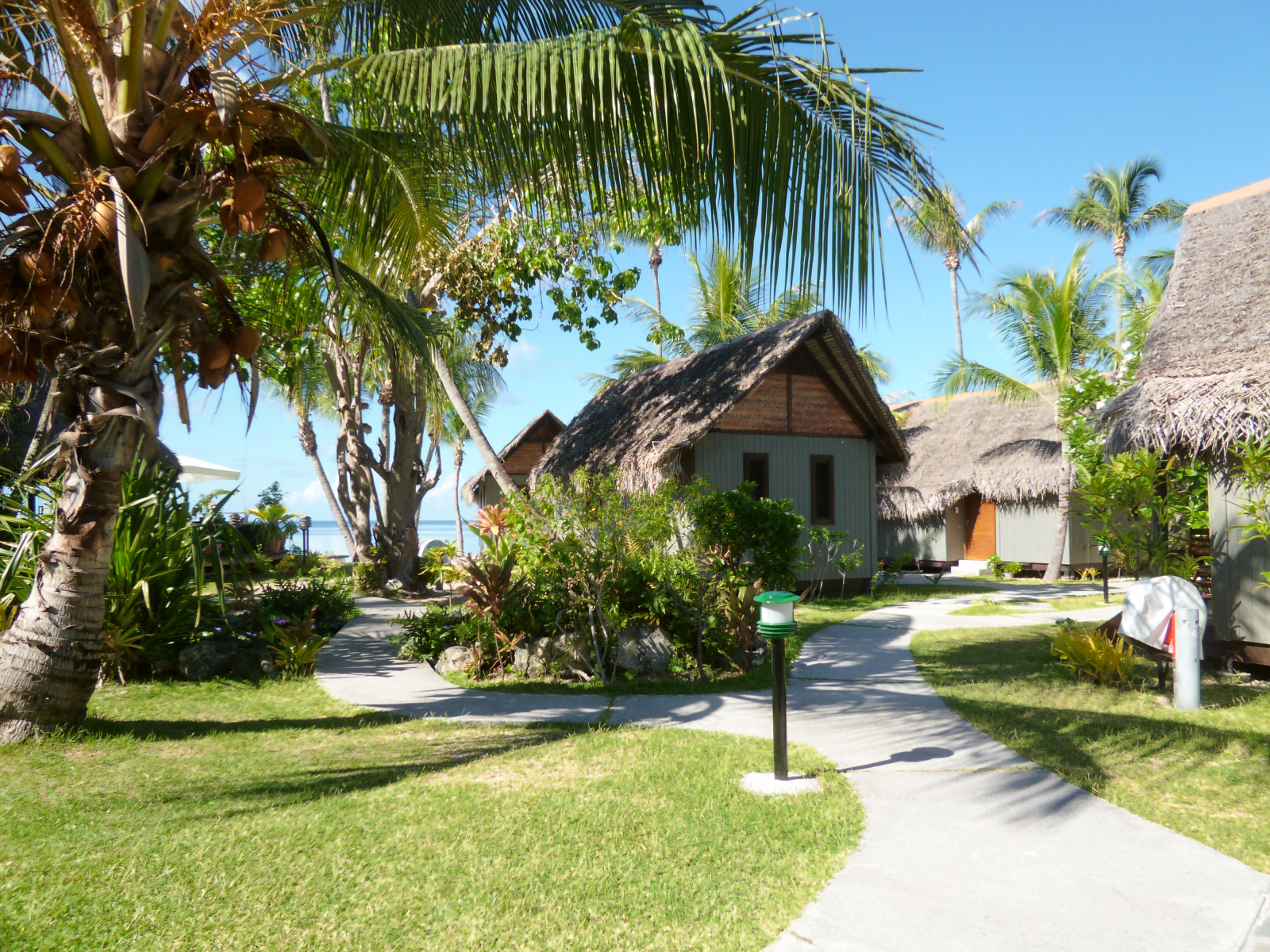
Hotel Maitai en Rangiroa

El grupo se compone de 78 islas y atolones, que incluyen Rangiroa, el segundo atolón más grande del mundo, después de Kwajalein; y Mururoa y Fangataufa, en que se realizaron 193 pruebas nucleares francesas entre 1966 y 1996.
Muchos  de los atolones están agrupados en conjuntos más pequeños, como el Grupo Acteón, las islas de la Decepción o las islas del Duque de Gloucester, entre otros.
Situado entre los 134° y 150° de longitud oeste y los 14° y 24° de latitud sur, el archipiélago tiene 1762 km de largo y unos 600 km de ancho.  En 2007, el archipiélago estaba poblado por 15 510 habitantes.

### Atolones e islas
Algunos atolones (a menudo compuestos por varias islas e islotes emergentes, arrecifes o bancos) e islas aisladas se agrupan geográficamente y forman grupos y subgrupos. Los principales atolones son Anaa, Fakarava, Hao, Makemo, Manihi, Rangiroa, Tikehau y Mataiva.

### Clima

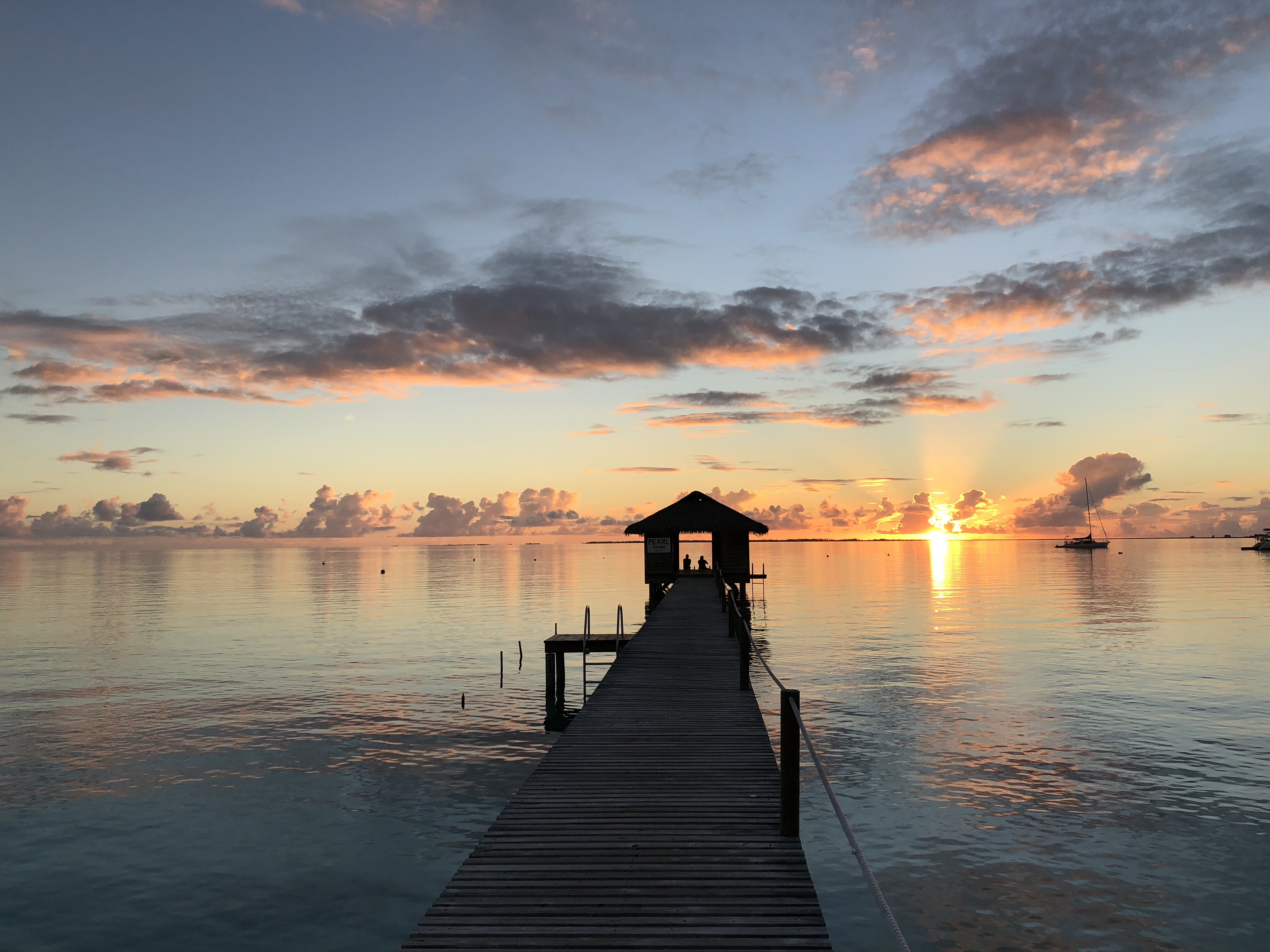
Puesta de sol en la playa de Ohavana en Fakarava

El clima es tropical, sin diferencias notorias entre las estaciones. La temperatura promedio anual es de unos 26 °C y es relativamente constante durante todo el año. No hay fuentes de agua dulce tales como ríos o lagos; solo puede obtenerse captando el agua de lluvia. La precipitación promedio es de unos 1400 mm al año, y aunque se reparte de modo parejo, suele ser más abundante durante septiembre y octubre.

### Flora
El suelo poco fértil sólo permite una vegetación pobre en especies, que se ha desarrollado de forma similar en todas las islas. Sin embargo, durante el auge de la copra en el siglo XIX, la vegetación original fue eliminada despiadadamente mediante el cultivo de tala y quema para establecer extensas plantaciones de coco. Sólo en algunas islas quedan escasos restos de la flora autóctona.
La vegetación original consistía en Pisonia grandis y Heliotropium foertherianum (sin.: Tournefortia argentea), que habían formado bosques monoespecíficos en algunas islas o estaban intercalados con Morinda citrifolia, Pandanus spp. y Tarenna sambucina, que pertenece a la familia del café. Estos árboles, de entre seis y diez metros de altura, estaban enmarcados por una vegetación arbustiva formada por Pemphis acidula, Timonius polygamus y Scaevola taccada, entre otros. 
Las plantas herbáceas, las hierbas y los helechos se han establecido como forraje y sotobosque, como: Hedyotis romanzoffiensis (Syn.: Kadua romanzoffiensis, Coprosma oceanica), Lepturus lepens o Nephrolepis sp. Los cocoteros no se habían asentado en todas las islas.Las plantas útiles de los habitantes actuales, el ñame, el taro, los plátanos y el fruto del pan, así como varias especies de frutas tropicales, fueron introducidas principalmente por los polinesios, otras, por ejemplo los cítricos y la vainilla, más tarde por los europeos.
Una característica especial de algunas islas Tuamotu (por ejemplo: Takapoto, Fakahina) es el cultivo de taro en campo húmedo, del que Jacques-Antoine Moerenhout informó ya en 1837 y que ya era conocido por los nativos polinesios. El agua dulce que surge proporciona la humedad adecuada para las plantas de taro.

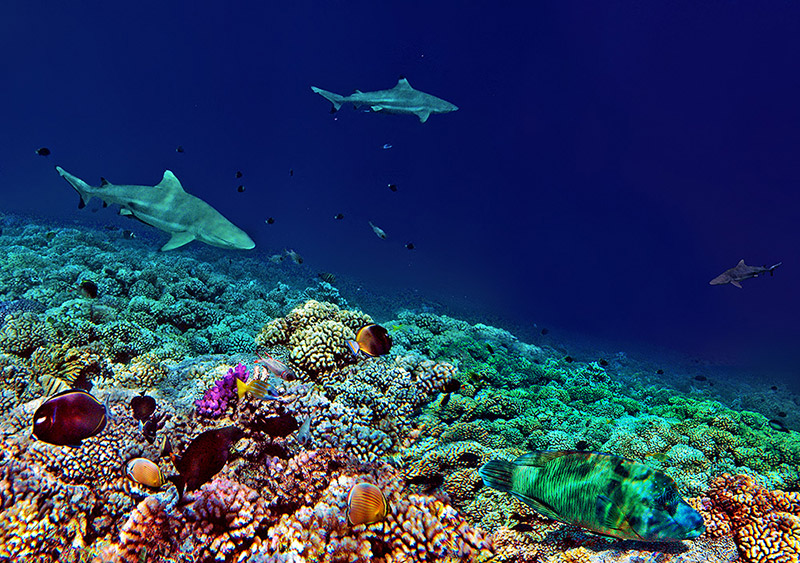
Tiburones en la Reserva de la Biosfera de la Unesco

Los isleños son predominantemente autosuficientes. La horticultura y la agricultura a pequeña escala constituyen la base de su sustento, junto con la pesca y la cría de cerdos y pollos. La palma de coco, base de una pequeña producción de copra, sigue teniendo importancia económica. En algunas islas, la vainilla de Tahití se cultiva en pequeñas cantidades para la exportación.

### Fauna
Numerosas aves marinas anidan en las Tuamotu, especialmente en las islas deshabitadas. Un estudio encargado por el WWF ha enumerado un total de 22 especies. Las Tuamotu son un importante refugio para el zarapito Numenius tahitiensis, que se reproduce en Alaska y pasa el invierno en los Mares del Sur de octubre a marzo.
La fauna de las islas es muy pobre en especies. De interés y ahora en peligro de extinción es el corredor del mar del sur (Prosobonia cancellata), endémico. El resto de la fauna terrestre se limita a insectos, caracoles terrestres y lagartos. La introducción involuntaria de ratas en relación con el establecimiento de plantaciones de cocoteros a finales del siglo XIX fue probablemente una de las causas de la pobreza de la especie. Los gatos se introdujeron para controlar la plaga de ratas, pero también contribuyeron a la reducción de la fauna autóctona.
La relativamente baja biodiversidad terrestre se ve contrarrestada por un mundo submarino rico en especies. En la mayoría de los atolones hay un animado intercambio de agua entre las lagunas y el océano abierto, controlado por la marea. Numerosos peces pasan por los canales (hoa) entre las islas de coral de las estructuras anulares y pasan gran parte de su vida en las lagunas protegidas.

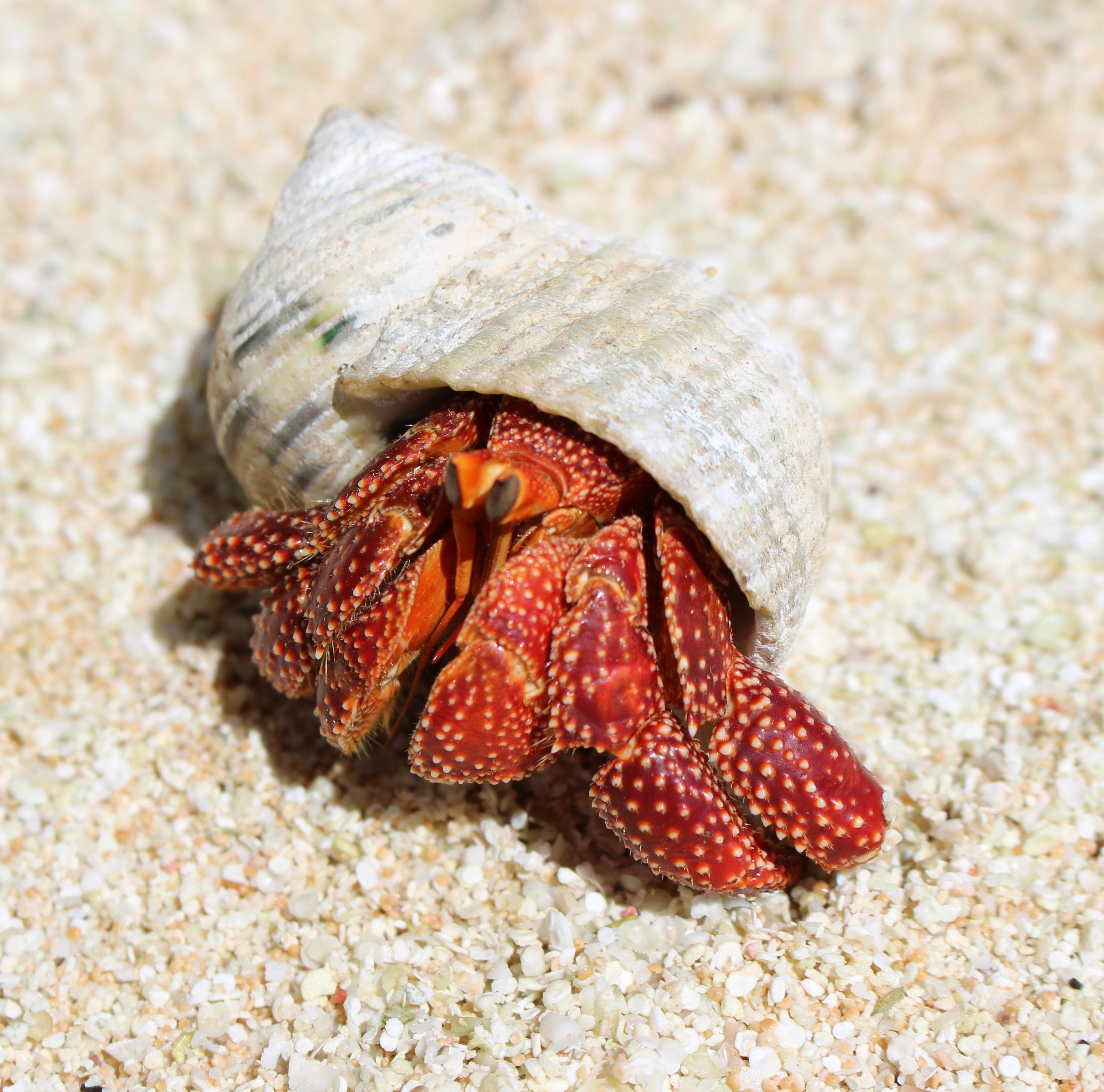
Cangrejo Ermitaño

Las propias lagunas varían en profundidad, dependiendo de su antigüedad. El fondo suele estar cubierto de arena fina procedente de corales triturados o de conchas de organismos marinos. La arena alberga numerosos microorganismos (algas y cianobacterias), que a su vez sirven de alimento a los organismos heterótrofos que viven en los sedimentos o sobre ellos. El siguiente nivel de la cadena alimentaria está formado por caracoles, ascidias, erizos de mar, estrellas de mar y mejillones, seguidos por la gran diversidad de peces de coral, la mayoría de los cuales son relativamente pequeños.
Hasta ahora, se han registrado más de 600 especies en las Tuamotu. Sin embargo, las mayores poblaciones de peces coralinos no se encuentran en el interior de las lagunas, sino en la zona de los pasos del arrecife (hoa), donde el rico alimento es arrastrado por las mareas. En la cúspide de la pirámide alimenticia están los tiburones, sobre todo el tiburón de arrecife de punta blanca. Desde las bacterias hasta los tiburones, cada organismo tiene su lugar en el frágil y ahora muy amenazado ecosistema de los atolones.

### Geología
Todas las islas Tuamotu (excepto Makatea y Tikei, que sin embargo se formaron originalmente de esta manera) están formadas por un estrecho banco de arena (parcialmente emergido) que cubre un doble arrecife de coral formado en el atolón de un antiguo volcán, cuyo cráter central se derrumbó pero cuyas laderas interiores y exteriores dieron lugar a los arrecifes de coral. Estos antiguos volcanes se formaron sobre los numerosos puntos calientes que bordean las fracturas que rodean la profunda pero delgada placa tectónica del Pacífico Sur.

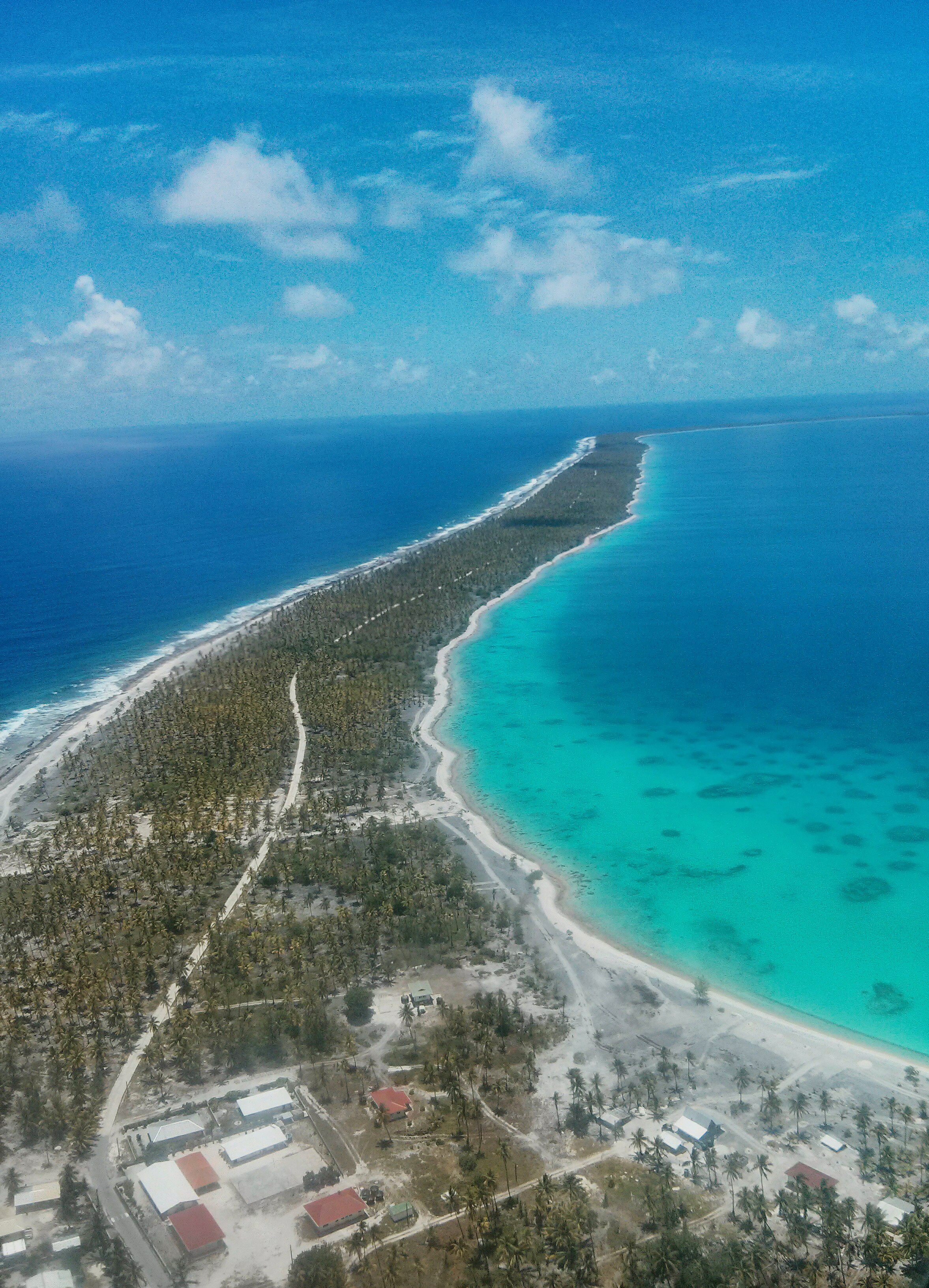
Tureia, Islas Tuamotu

A veces sólo podía emerger la masa coralina interior (de formación más reciente), protegida de las corrientes marinas por la masa coralina exterior, constantemente maltratada, mientras que entre ambas se acumulaban arenas, extraídas de estas masas coralinas o de rocas volcánicas más antiguas. Poco a poco, estas arenas cubren la masa coralina interior, cuyo radio se reducirá alrededor de la chimenea central, que se vuelve más empinada a medida que sube su nivel, mientras que la masa coralina exterior también puede ver reducido su radio por la erosión de las olas que traen las arenas (o por la muerte de los corales causada por la acidificación de las aguas oceánicas).
A menudo se han formado pasos marítimos con la laguna central, donde pueden existir todavía bancos de arena o islotes secundarios. Estos pasos suelen estar sometidos a potentes corrientes de marea (esenciales para la vida de la laguna, por un lado para oxigenarlas, y por otro para la frágil masa coralina interior, muy sensible a las variaciones de la acidez del agua) que, sin embargo, sólo renuevan parcialmente las aguas (a menudo profundas y ácidas) de la antigua chimenea volcánica en el centro de las lagunas más grandes (aunque también permanezcan fracturas submarinas más profundas, que atraviesan los flancos exteriores del antiguo cráter formado por rocas volcánicas acumuladas y esponjosas).
Incluso es posible que la masa coralina interior no llegue a desarrollarse nunca si estos pasos de mar son insuficientes (o si las emisiones de ácido en el respiradero colapsado aumentan demasiado) y la laguna sólo puede sobrevivir si el colapso del volcán no continúa hasta que los flancos hayan sido reforzados por la masa coralina exterior. Tales casos se dan con atolones que ahora están completamente sumergidos de forma casi permanente (aparte de unos pocos arrecifes) y de los que sólo quedan bancos de arena poco profundos e inestables, donde los corales tienen dificultades para fijarse (condenando así al antiguo atolón a una rápida erosión y al colapso de las profundidades si no se hace nada para levantarlos por una reanudación del empuje volcánico).
Todas las islas emergidas de los atolones constituyen también preciosos refugios para muchas aves (debido a las grandes distancias que las separan): así, han visto acumularse a veces grandes depósitos de guano, muy ricos en fosfatos (especialmente en Makatea) que basifican y elevan los antiguos suelos ácidos (y se mezclan con los esqueletos de otras especies marinas que viven en los suelos emergidos o en la laguna).
Debido a la bajísima elevación del terreno, es fácilmente sumergido por la subida temporal del nivel del mar (durante tormentas, ciclones tropicales o tsunamis terrestres), que mantiene una alta salinidad en los suelos que no son sumergidos por las mareas, y que puede nivelar algunos bancos de arena o ampliar o desplazar los pasos marítimos entre ellos. Además, los recursos de agua dulce (de origen atmosférico) son muy escasos porque no pueden acumularse fácilmente en estos suelos esponjosos y cargados de sal.
Los antiguos atolones de Makatea y Tikei (de los volcanes más antiguos o más pequeños) vieron cómo se llenaban sus lagunas (casi por completo en el caso de Tikei) tras el levantamiento del coral y la acumulación de arena y luego de guanos (que hicieron impermeable parte del suelo y permitieron la conservación de algunos recursos de agua dulce). Así, Makatea pudo desarrollar una fina (pero frágil) capa fértil por encima, que cubría casi toda la isla y favorecía una vida aérea más densa y la acumulación de depósitos vegetales.

### Medio ambiente

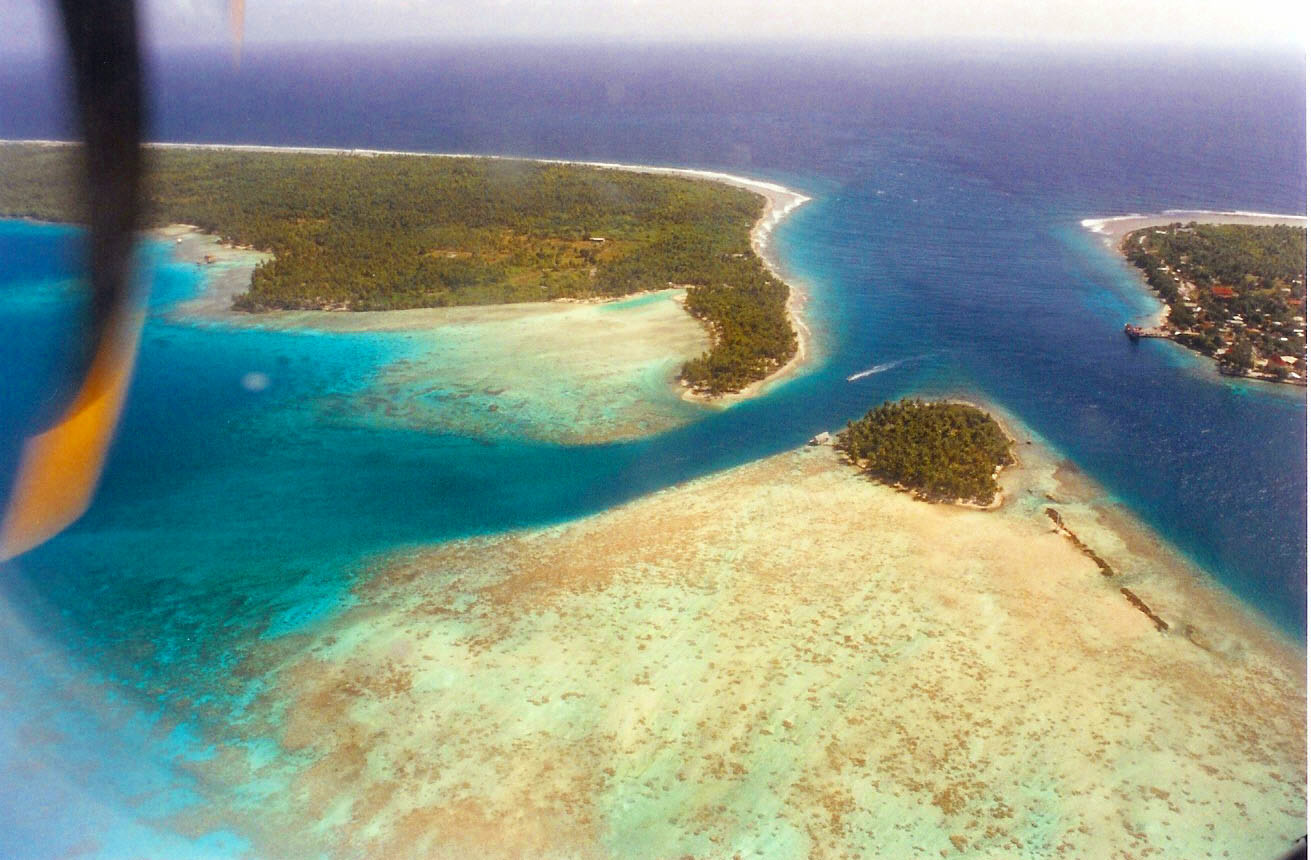
Paso entre el atolón Rangiroa y Avatoru, su capital.

El archipiélago es una ecorregión terrestre en la clasificación del Fondo Mundial para la Naturaleza de "bosques tropicales de Tuamotu". Pertenece al bioma del bosque caducifolio húmedo tropical y subtropical de la ecozona oceánica.
El suelo pobre de las islas coralinas no favorece la diversidad de plantas y, en general, sólo permite una agricultura de subsistencia. Los cocoteros, de los que se extrae la copra, son de gran importancia económica para estas islas. La vainilla también se cultiva en algunas islas. Los principales cultivos son el ñame, el taro y el fruto del pan, así como otras frutas tropicales.
La hoja del árbol de pandanus se utiliza tradicionalmente para hacer sombreros y para cubrir los tejados de las casas (pero cada vez se sustituye más por el hierro corrugado).
La fauna se compone principalmente de aves, insectos y algunos reptiles. Sólo hay 57 especies de aves, de las cuales diez son endémicas y trece están amenazadas. Por otro lado, el fondo marino es excepcionalmente rico. Las lagunas están repletas de vida; más de 400 especies de peces habitan estos mágicos lugares. Esta variedad ha convertido a las Tuamotu en uno de los destinos más bellos del mundo para el buceo. Las aguas cristalinas permiten cultivar las famosas perlas negras, raras y únicas en el mundo.

## Demografía
Poco más de cincuenta atolones están poblados permanentemente, el resto de ellos solo es ocupado esporádicamente, durante la época de recolección de copra o como base para expediciones de pesca. La población ha crecido en los últimos años debido al auge de la pesca en la parte septentrional y a la extracción de perlas, sobre todo perlas negras, en el oeste y en el centro.
De todas formas, la mayor parte de los habitantes practica la agricultura de subsistencia.

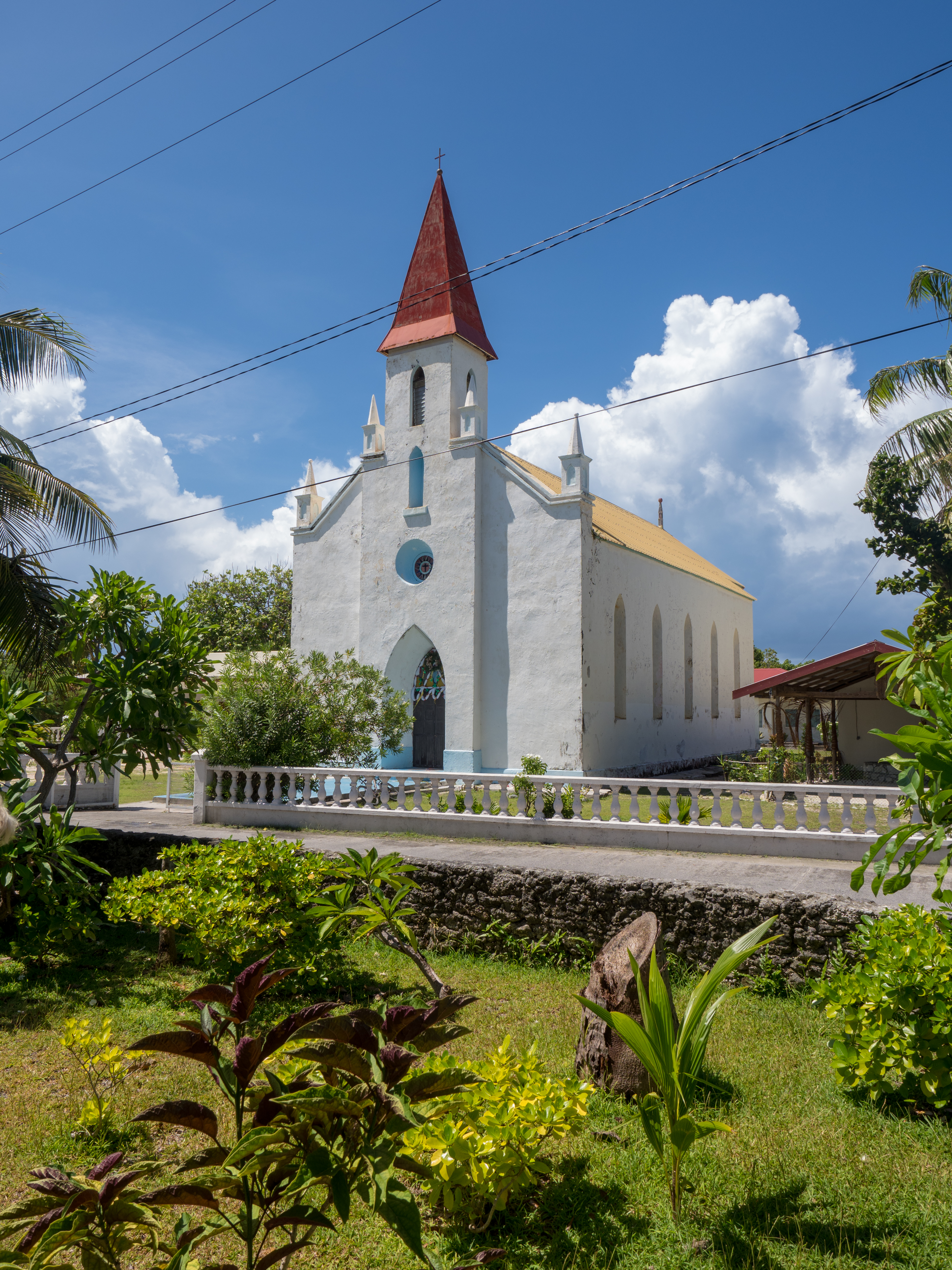
Iglesia de Nuestra Señora de la Paz en Tiputa, Islas Tuamotu

En el censo de 2007, había 15 510 habitantes en las islas Tuamotu1 , una densidad de 18 habitantes/km². La población era de 14 876 habitantes en 2002 y de 8100 en 1983. En 2002, 769 habitantes vivían a menos de 400 kilómetros de las islas de Moruroa y Fangataufa (antigua base de pruebas nucleares).

### Idiomas
El idioma oficial del archipiélago es el francés. Sin embargo, la lengua tuamotu, el pa'umotu, está reconocido como lengua regional de la República Francesa. En las islas Gambier se habla el mangareviano, mientras que en Puka Puka se utiliza un dialecto marquesano. A nivel del gobierno polinesio es común además el Tahitiano.

### Religión
La mayor parte de la población es cristiana, incluyendo miembros de la Iglesia católica y diversos grupos protestantes. La Iglesia católica administra 42 iglesias en las islas que dependen de la Arquidiócesis metropolitana de Papeete. Según datos de 1991 los protestantes representaban entre un 5 o 6 % de los fieles en las Islas Tuamotu y Gambier. Los católicos por su parte representan alrededor del 90 %.
En 1833, la Iglesia Católica dividió el Pacífico en dos vicariatos apostólicos: La Oceanía occidental recayó en los maristas y la oriental -que incluía las Tuamotas, Hawái, Tahití, las Marquesas y las Islas Cook- fue responsabilidad de los misioneros picpus. En 1834, los padres franceses Honoré Laval y François d'Assise Caret llegaron a Mangareva. 
Primero con la aquiescencia y después con el apoyo activo de los jefes de las islas, los picpusianos se embarcaron en un amplio programa de desarrollo para las islas Gambier. Esto incluyó la introducción del cultivo del algodón, la pesca de perlas y nácares, y el establecimiento de plantaciones y huertos. Como tuvieron mucho éxito, sus actividades misioneras se extendieron gradualmente a las demás islas del archipiélago de las Tuamotu. Con la labor misionera, las noticias sobre la riqueza de las islas en perlas también llegaron a Europa, convirtiéndolas en un destino codiciado por los comerciantes y aventureros europeos.
Gran parte del trabajo de cristianización de las islas se debe a la Congregación de los Sagrados Corazones de Jesús y María, que se instaló allí en 1849 después de alcanzar un gran éxito en las Islas Gambier.